# Park (Nuenen)

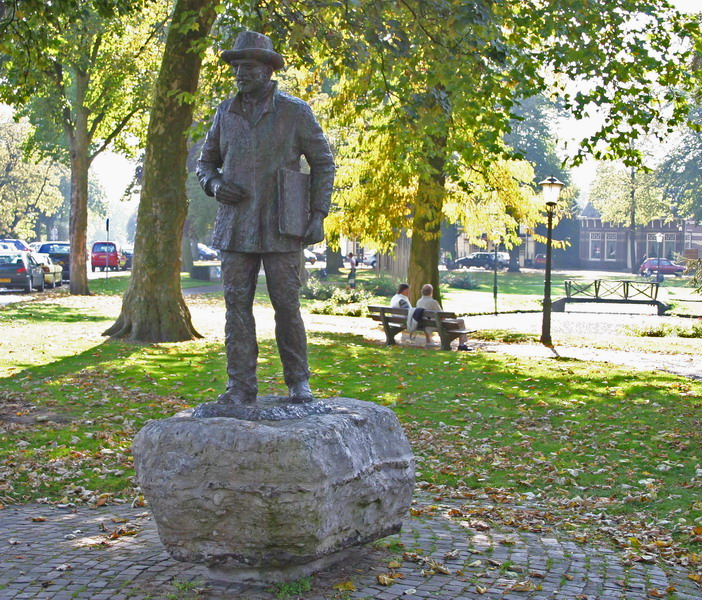
Vincent van Goghmonument in het Park

Het Park is een driehoekig plantsoen in Nuenen in de Nederlandse provincie Noord-Brabant. Het is tevens de naam van de straat rondom het plantsoen.
Hoewel tegenwoordig - mede door zijn driehoekige vorm - vaak gezien als het historisch centrum van het dorp, is het dat niet: Dat is de Berg.

## Geschiedenis
Oorspronkelijk heette het gebied: Heieind, en was het een grasveld met een drinkkuil voor het vee. Doordat zich hier de katholieke schuurkerk bevond -welke een beetje achteraf moest zijn gelegen- ontwikkelde zich daaromheen een nieuwe centrumfunctie met een brouwerij, een herberg en dergelijke.
In 1871 werd aan het Park de Sint-Clemenskerk gebouwd, ongeveer op de plaats waar eerst de schuurkerk zich bevond. In 1887 verrees het Sint-Elisabethklooster, waarvan de zusters zich onder meer met de ziekenzorg bezighielden. Zij namen het grasveld in gebruik als bleekweide. In 1920 werd op deze plaats een parkje aangelegd in een soort landschapsstijl en voorzien van een vijvertje. Er verscheen een muziekkiosk, en in 1984 kwam er een monument voor Vincent van Gogh, het tweede in Nuenen.
In 1987 werd, ter gelegenheid van het honderdjarig bestaan van het klooster, ook het Monument voor de Brabantse Kloosterorden onthuld. Dit symboliseert -in letterlijke zin- de bijdrage van de kloostercongregaties aan de "verheffing" van Noord-Brabant.
Los van dit alles is het Park regelmatig het toneel van manifestaties en dergelijke.